# OpenSUSE Build Service
openSUSE Build Service (OBS) è la piattaforma di sviluppo utilizzata dal progetto openSUSE. Resa interamente disponibile sotto licenza GNU General Public License è giunta nel giugno 2010 alla versione 2.0 ed è attualmente in continuo sviluppo secondo una roadmap indicativa. Come riconoscimento della sua utilità per la comunità Linux, la Linux Foundation ha annunciato che openSUSE Build Service sarà aggiunto al Linux Developer Network (LDN).

## Caratteristiche

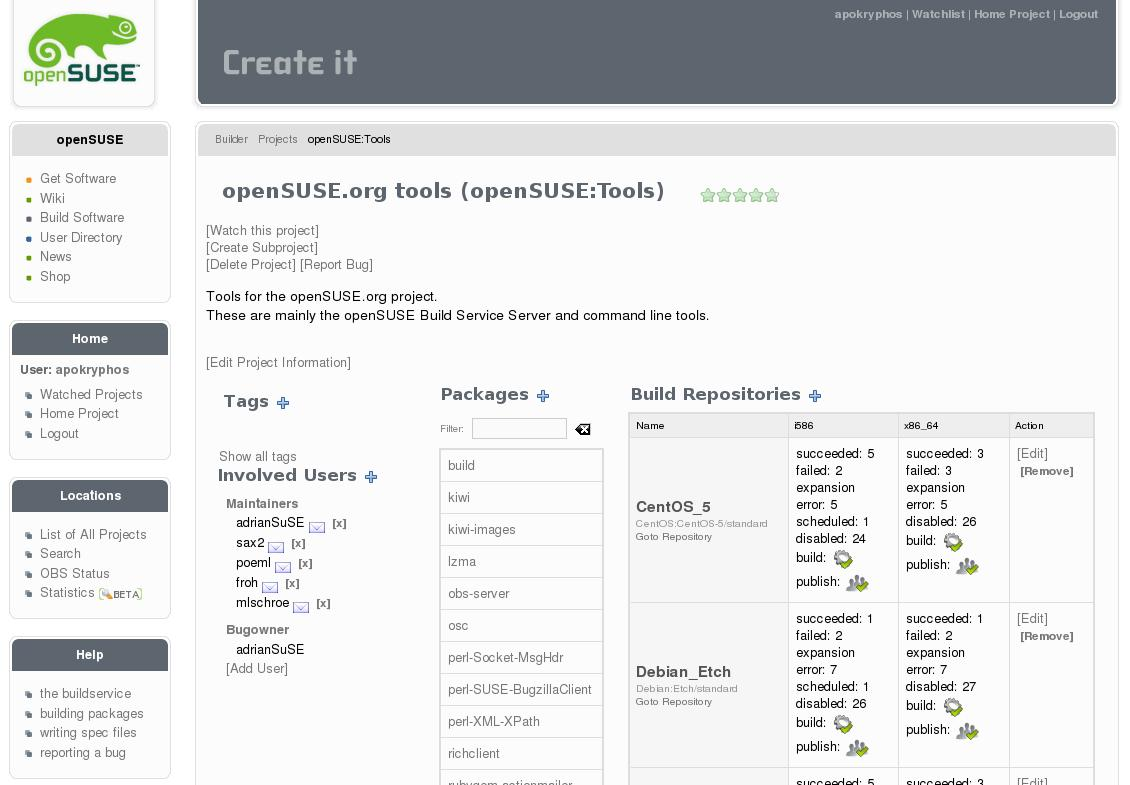
Interfaccia web per gli sviluppatori

Offre numerosi vantaggi per gli sviluppatori in quanto consente di creare e distribuire pacchetti software per openSUSE, ma anche per altre distribuzioni Linux come Debian, Red Hat Linux e derivate, Mandriva Linux e Ubuntu in quanto supporta sia il formato RPM che deb. Inoltre permette di creare pacchetti per differenti architetture hardware senza bisogno di compiler farms. La risoluzione delle dipendenze tra i pacchetti è gestita automaticamente dalla piattaforma che aggiorna un pacchetto nel caso in cui quelli da cui dipende siano stati precedentemente modificati. Rende più semplice la collaborazione in gruppo degli sviluppatori grazie all'organizzazione in progetti dell'infrastruttura stessa. Per gli sviluppatori l'accesso alla piattaforma può avvenire tramite diverse interfacce, le più complete sono quella web build.opensuse.org e quella a riga di comando osc.
L'utente invece può trovare pacchetti software per la propria distribuzione, ma anche aggiornamenti per distribuzioni più datate. Inoltre il dialogo tra utenti e sviluppatori è facilitato dalla possibilità di contattare lo sviluppatore e votare i pacchetti sulla base della loro qualità.
Tutti i pacchetti creati sono liberamente accessibili tramite l'interfaccia web di ricerca software.opensuse.org/search e i gestori di pacchetti usati dalle distribuzioni supportate, ma sono anche disponibili, divisi per progetto e per distribuzione, tramite una semplice interfaccia navigabile .

## Versioni

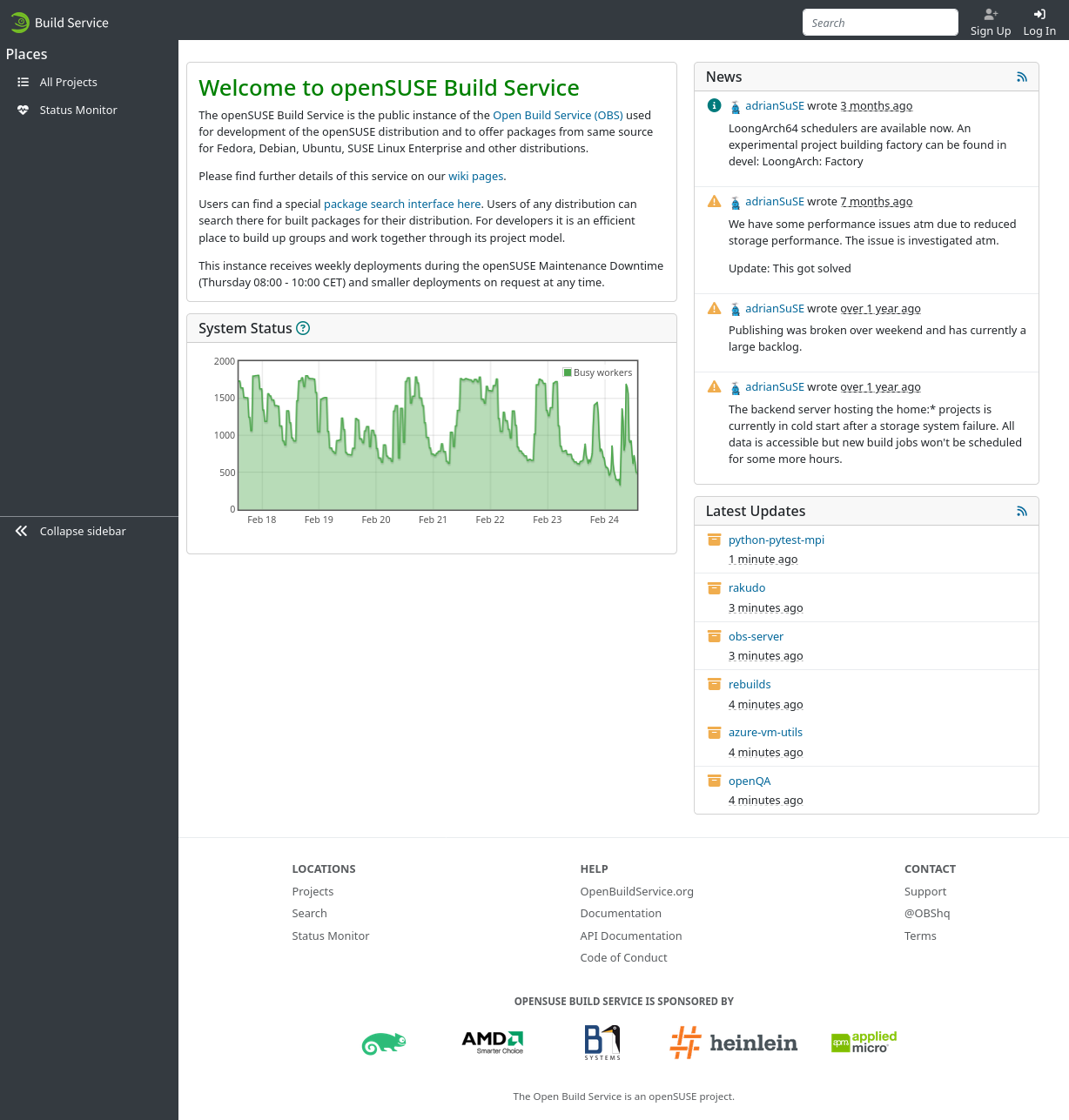

- 22 febbraio 2006 - annuncio iniziale[10]
- 21 dicembre 2007 - Versione 0.5 (Milestone Poinsettia)[11]
- 16 aprile 2008 - Versione 0.9 (Milestone Crocus)[12]
- 9 luglio 2008 - Versione 1.0 (Milestone Daffodil)[13]
- 19 marzo 2009 - Versione 1.5 (Milestone Aster)[14]
- 9 giugno 2010 - Versione 1.8 (Milestone MeeGo) e 2.0 (Milestone Cajun Sunrise)[15]